# Ophthalmolampis intractabilis
Ophthalmolampis intractabilis är en insektsart som beskrevs av Marius Descamps 1983. Ophthalmolampis intractabilis ingår i släktet Ophthalmolampis och familjen Romaleidae. Inga underarter finns listade i Catalogue of Life.